# Адміністративний устрій Сахновщинського району
Адміністративний устрій Сахновщинського району — адміністративно-територіальний поділ Сахновщинського району Харківської області на 1 селищну раду та 17 сільських рад, які об'єднують 64 населені пункти та підпорядковані Сахновщинській районній раді. Адміністративний центр — смт Сахновщина.

## Список радСахновщинського району
| №  | Назва                             | Центр                | Населені пункти | Площа км² | Місце за площею | Населення (2001), чол. | Місце за населенням |
| -- | --------------------------------- | -------------------- | --- | --------- | --------------- | ---------------------- | ------------------- |
| 1  | Сахновщинська селищна рада        | смт Сахновщина       | смт Сахновщина c. Германівка c. Жовтень c. Чорнолозка                                                                                            |           |                 |                        |                     |
| 2  | Аполлонівська сільська рада       | c. Аполлонівка       | c. Аполлонівка c. Красна Гірка c. Лесівка c. Миколаївка c. Червона Долина                                                                        |           |                 |                        |                     |
| 3  | Багаточернещинська сільська рада  | c. Багата Чернещина  | c. Багата Чернещина c. Малі Бучки |           |                 |                        |                     |
| 4  | Великобучківська сільська рада    | c. Великі Бучки      | c. Великі Бучки |           |                 |                        |                     |
| 5  | Володимирівська сільська рада     | c. Володимирівка     | c. Володимирівка c. Козирів c. Орільське c. Староволодимирівка                                                                                   |           |                 |                        |                     |
| 6  | Дар-Надеждинська сільська рада    | c. Дар-Надежда       | c. Дар-Надежда c. Гришівка c. Загаркушине c. Івано-Слиньківка c. Максимівка c. Новобогданівка                                                    |           |                 |                        |                     |
| 7  | Дубовогрядська сільська рада      | c. Дубові Гряди      | c. Дубові Гряди |           |                 |                        |                     |
| 8  | Катеринівська сільська рада       | c. Катеринівка       | c. Катеринівка c. Берестове c. Олександрівка c. Піскувате c. Халтуріна                                                                           |           |                 |                        |                     |
| 9  | Лебедівська сільська рада         | c. Лебедівка         | c. Лебедівка c. Красноярка c. Нагірне c. Нововолодимирівка                                                                                       |           |                 |                        |                     |
| 10 | Лигівська сільська рада           | c. Лигівка           | c. Лигівка c. Бондарівка c. Олексіївка c. Тарасівка c. Червоний Степ                                                                             |           |                 |                        |                     |
| 11 | Новоолександрівська сільська рада | c. Новоолександрівка | c. Новоолександрівка c. Андріївка c. Касянівка c. Кузьминівка c. Ленінське c. Надеждине c. Нова Балка c. Новодмитрівка c. Петрівка c. Степанівка |           |                 |                        |                     |
| 12 | Новочернещинська сільська рада    | c. Нова Чернещина    | c. Нова Чернещина c. Калинівка c. Костянтинівка                                                                                                  |           |                 |                        |                     |
| 13 | Огіївська сільська рада           | c. Огіївка           | c. Огіївка c. Гаркушине c. Тернуватка |           |                 |                        |                     |
| 14 | Олійниківська сільська рада       | c. Олійники          | c. Олійники c. Мар'ївка c. Новомихайлівка c. Яковлівка                                                                                           |           |                 |                        |                     |
| 15 | Тавежнянська сільська рада        | c. Тавежня           | c. Тавежня c. Скиртяне c. Судиха c. Чапаєвка c. Шевченкове                                                                                       |           |                 |                        |                     |
| 16 | Шевченківська сільська рада       | c. Шевченкове        | c. Шевченкове c. Миколаївка |           |                 |                        |                     |

* Примітки: м. — місто, с-ще — селище, смт — селище міського типу, с. — село